# Загориця-при-Добрничу
Загориця-при-Добрничу (словен. Zagorica pri Dobrniču) — поселення в общині Требнє, регіон Південно-Східна Словенія, Словенія.